# Robert Megennis
Robert Megennis (Nova Iorque, 5 de março de 2000) é um automobilista dos Estados Unidos. Atualmente disputa a Indy Lights pela Andretti Autosport.

## Carreira
Iniciou sua carreira no kart em 2014, e no ano seguinte estreou nos monopostos ao disputar a F1600 Championship Series. Entre 2016 e 2017 participou da U.S. F-2000, além de uma prova na Pro Mazda, todas pela equipe Team Pelfrey. Na temporada 2017–18 disputou a MRF Challenge pela MRF Racing, voltando à Pro Mazda em 2018, agora defendendo a Juncos Racing.
Para a temporada 2019 da Indy Lights, Megennis assinou com a Andretti Autosport, vencendo a etapa realizada no traçado misto de Indianápolis. Ele ainda conquistou 6 pódios, 2 poles-positions e 2 voltas mais rápidas, obtendo a quinta posição na classificação geral.